# Adriana Ricardo
Adriana Ricardo Paternina (Montería, Córdoba, 15 de mayo de 1970) es una actriz colombiana. Se dio a conocer en la televisión de su país con su papel de Desideria Zabaleta en la serie Escalona, por la que recibió el Premio Simón Bolívar en 1992. Inició su carrera tomando talleres de actuación en la Escuela Distrital de Teatro donde fue descubierta por el director Alí Humar.

## Filmografía

### Televisión
- Los Morales (2017) — Anabel de Cuello / Anabel de Morales
- Diomedes, el cacique de la junta (2015) —  Elvira Maestre "Mama Vila"
- El día de la suerte (2013) — la Toti
- Casa de reinas (2012) —  Asunción Cabrales De Ovalle
- Infiltrados (2011) — Teniente coronel de la policía
- Chepe Fortuna (2010) —  Asunción Cabrales De Ovalle
- La Dama de Troya (2008) — Jacinta Páez
- Tiempo final (2007) — Alejandra Ep: Crímenes legales
- En los tacones de Eva (2006) — Marcela Araujo de Cifuentes
- Juegos prohibidos (2005) — Bibiana Solano
- La saga, negocio de familia (2004) — Andrea de Ruiz
- El inútil (2001) —  Mónica Julitza Paternina
- Alejo, la búsqueda del amor (2000) —  Joselina Daza
- Carolina Barrantes (1998) — Virgina Del Castillo de Rivas
- Candela (1996) —  Rosario Del Amparo Mena.
- El último beso (1993) — Francisca Morani.
- Escalona (1992) — Desideria Zabaleta 'La Molinera'
- La cuarenta, la calle del amor (1992) — Sofía de los corales
- La mujer doble (1992) — Sofia Corales
- La U (1991) — Carlota Gracia
- Quieta Margarita (1988) — Bella Montoya
- La de los tintos
- Bella a las Once
- Quieta Margarita
- Señora Bonita
- El Lado Oscuro del Amor
- El camino cerrado

## Cine
- La Sucursal (2019) — Alicia, la jefa
- El Paseo 5 (2018) — Alicia, la jefa
- El cielo (2009) — Vicky
- Diástole y sístole (2000)
- Ilona llega con la lluvia (1996) — Magaly

## Premios y nominaciones

### Premios India Catalina
| Año  | Categoría                                     | Nominado                         | Resultado |
| ---- | --------------------------------------------- | -------------------------------- | --------- |
| 2016 | Mejor actriz de reparto de telenovela o serie | Diomedes, el cacique de la junta | Nominada  |
| 1993 | Mejor actriz o actor de comedia               | La taxista                       | Ganadora  |
| 1992 | Mejor actriz                                  | Escalona                         | Nominada  |

### Premios TVyNovelas
| Año  | Categoría                              | Telenovela                       | Resultado |
| ---- | -------------------------------------- | -------------------------------- | --------- |
| 2016 | Mejor actriz de reparto de telenovelas | Diomedes, el cacique de la junta | Ganadora  |

### Simón Bolívar
| Año  | Categoría               | Telenovela/Serie | Resultado |
| ---- | ----------------------- | ---------------- | --------- |
| 1991 | Mejor actriz de reparto | Escalona         | Ganadora  |